# 9544 Scottbirney
9544 Scottbirney (1984 EL) là một tiểu hành tinh vành đai chính được phát hiện ngày 1 tháng 3 năm 1984 bởi E. Bowell ở trạm Anderson Mesa thuộc Đài thiên văn Lowell.